# Гроте, Йошуа
Йошуа Гроте, нем. Joshua Grothe (род. 2 октября 1987, Берлин) — немецкий актёр и каскадёр.

## Биография
Родился 2 октября 1987 года в Восточном Берлине. Рос в сельской местности под Берлином, где у его отца-одиночки была кузница. Учился в Монтессори-школе и занимался в театральном кружке. В 16 лет переехал в Берлин и жил там в районе Пренцлауэр-Берг. После школы работал с детьми и инвалидами в рамках программы «Волонтёрский социальный год», получив диплом работника в социальной сфере.
С 2008 по 2009 год брал частные уроки театрального мастерства у режиссёра Иоахима Старгарда в Берлине. Затем последовали уроки актёрского мастерства и техники речи в Берлине и в студии Ларри Мосса в Лос-Анджелесе. В 2009 году дебютировал на сцене небольшого берлинского театра «Молния» в Театральном доме Митте, сыграв Фердинандо в комедии Карло Гольдони «Дачная лихорадка». В 2010 году появился на малой сцене Немецкого театра в Берлине в спектакле режиссёра Марка Претча «Пробуждение весны» по Франку Ведекинду. В этой постановке «Молодого немецкого театра» с актёрами-любителями от 15 до 25 лет, которых выбрали из более 300 претендентов, Гроте сыграл роль модели Хайди Клум.
С 2008 года работает каскадёром, с 2011 года активно снимается в телевизионных фильмах.
В 2014 году исполнил роль эсэсовца Конрада в российском телесериале «Старое ружье». В 2018 году сыграл роль гауптштурмфюрера СС Тилике в российском военно-приключенческом боевике «Т-34» Алексея Сидорова. В 2021 году снялся в роли Харро Шульце-Бойзена в российском телесериале «Начальник разведки».